# Абырабыт (приток Яны)
Абырабыт (Абыраабыт) — река в Якутии, правый приток Яны.

## Общие сведения
Образуется слиянием рек Семейка и Бадяй на высоте 220 м над уровнем моря. Течёт на северо-запад по территории Верхоянского района. Устье реки Абырабыт находится в 435 км по правому берегу реки Яны. Длина реки составляет 120 км (от истока р. Семейки — 153 км). Площадь водосборного бассейна — 2570 км². Питание снеговое и дождевое. Лёд на реке становится в октябре, а вскрывается во второй декаде мая. Крупнейший приток — Сасыл-Юрях.

## Данные водного реестра
По данным государственного водного реестра России и геоинформационной системы водохозяйственного районирования территории РФ, подготовленной Федеральным агентством водных ресурсов:
- Бассейновый округ — Ленский
- Речной бассейн — Яна
- Речной подбассейн — Яна ниже впадения Адычи
- Водохозяйственный участок — Яна от впадения реки Адычи до устья без реки Бытантай